# Jürgen Ulitzka
Jürgen „Timo“ Ulitzka (* 22. November 1960) ist ein ehemaliger deutscher Fußballspieler, der mit dem MSV Duisburg zweimal hintereinander deutscher A-Juniorenmeister wurde und anschließend fünf Bundesligaspiele bestritt.

## Karriere

### Doppelter Titelgewinn im Jugendbereich
Während der Spielzeit 1976/77 stand der damals 16-jährige Ulitzka im Kader der A-Jugend des Bundesligisten MSV Duisburg und schaffte mit der von Rolf Schafstall trainierten Elf den Einzug ins Endspiel um die A-Juniorenmeisterschaft von 1977. In diesem war er nach anfänglicher Führung des Gegners VfB Stuttgart als Doppeltorschütze erfolgreich und leistete somit einen maßgeblichen Beitrag zum 2:1-Erfolg seiner Mannschaft. Im Folgejahr gelang unter Friedhelm Wenzlaff gegen Hertha Zehlendorf die Titelverteidigung. Zum 5:2 des MSV konnte Ulitzka erneut zwei Tore beitragen.

### Kurze Profilaufbahn
Der Jugendliche galt als sehr talentiert und rückte zur Saison 1978/79 in den Bundesligakader der Duisburger auf. Zu seinem Debüt in der höchsten deutschen Spielklasse kam der gelernte Stürmer wenig später, als er am 2. September 1978 bei einer 2:3-Niederlage gegen Werder Bremen in der 55. Minute für Nationalspieler Rudi Seliger eingewechselt wurde. Dies war ihm im Alter von noch 17 Jahren geglückt, allerdings wurde er in der nachfolgenden Zeit nur äußerst sporadisch für weitere Einsätze berücksichtigt. Da sich an dieser Situation bis zur Sommerpause 1981 nichts geändert hatte und er nicht über fünf Spiele ohne Torerfolg hinaus gekommen war, kehrte er dem MSV den Rücken und wechselte zum eine Liga tiefer spielenden Rot-Weiss Essen. In Essen wurde er recht häufig aufgeboten und verbuchte 20 bestrittene Zweitligapartien, bevor er den Verein 1982 nach nur einem Jahr wieder verließ. Damit endete im Alter von 21 Jahren seine Zeit im bezahlten Fußball. Ulitzka, der einst geäußert hatte, er wolle entweder Fußballprofi oder Bankkaufmann werden, entschied sich daraufhin für eine berufliche Zukunft bei einer Bank.